# Рикардс, Эмили Бетт
Эмили Бетт Рикардс (англ. Emily Bett Rickards, род. 24 июля 1991) — канадская актриса. Наибольшую известность ей принесла роль Фелисити Смоук в телесериале «Стрела». Она получила изначально периодическую роль в шоу в августе 2012 года, а в феврале 2013 года, из-за любви фанатов сериала, была повышена до основного состава начиная со второго сезона.

## Фильмография
| Год         | Название на русском                     | Название на английском              | Роль                             | Примечания |
| ----------- | --------------------------------------- | ----------------------------------- | -------------------------------- | --- |
| 2009        | Никельбэк — Никогда Не Станешь Одинокой | Nickelback — Never Gonna Be Alone   | Дочь потерявшая отца             | Видеоклип рок-группы Nickelback |
| 2012        | Случайные проявления романтики          | Random Acts of Romance              | Актриса                          | |
| 2012        | Яичница с беконом                       | Bacon and Eggs                      | Дайт                             | Короткометражный фильм |
| 2012        | Флика 3                                 | Flicka: Country Pride               | Мэри Мэлоун                      | Direct-to-video |
| 2012—2020   | Стрела                                  | Arrow                               | Фелисити Смоук / Наблюдательница | 155 эпизодов Повторяющаяся роль (сезон 1) Главная роль (сезоны 2—7) Специальная гостевая роль (сезон 8)                                     |
| 2013        |                                         | Soldiers of the Apocalypse          | Четвёртая                        | Веб-сериал, 8 эпизодов |
| 2013        | Убийца Ромео: История Криса Порко       | Romeo Killer: The Chris Porco Story | Лорен Филлипс                    | Телефильм |
| 2014        | Лето Дакоты                             | Dakota’s Summer                     | Кристен Роуз                     | |
| 2014 — 2018 | Флэш                                    | The Flash                           | Фелисити Смоук                   | 8 эпизодов (Во все тяжкие, Флэш против Стрелы, Команда звёзд, Легенды сегодняшнего дня, Парадокс, Вторжение!, Кризис на Земле X, Иные миры) |
| 2015        | Бруклин                                 | Brooklyn                            | Пэтти                            | |
| 2015        | Виксен                                  | Vixen                               | Фелисити Смоук (озвучка)         | |
| 2016 — 2017 | Легенды завтрашнего дня                 | Legends of Tomorrow                 | Фелисити Смоук                   | 4 эпизода (Река времени, Вторжение!, Мир смерти, Кризис на Земле X)                                                                         |